# 韓美人
韓美人（？—？），宋哲宗的妃嫔。

## 生平
最初，韓氏入後宮为御侍（皇帝側女）。元符二年（1099年）閏九月，封仁寿郡君。同年十一月、進才人。当時、哲宗病重，韓才人和乳母竇氏等侍女、側女平時看護皇帝。
三个月後，元符三年（1100年）正月，哲宗崩，皇太后向氏以照顾臨終的哲宗无功，韓才人降格紅霞帔（皇帝側女），奉仕園陵。
翌年，向氏崩，宋徽宗召還韓氏回到皇宮，韓氏复为才人。大观二年（1108年）二月，進美人。靖康之变前後没有关于韓美人的記録。可能已经薨逝。

## 脚注
1. ↑  才人韓氏、乐安郡夫人李氏、永嘉郡夫人陳氏、司闈馬氏、司正白氏、司賛王氏、乳母魏国福康惠佑夫人竇氏。